# Sts-Innocents (Blienschwiller)

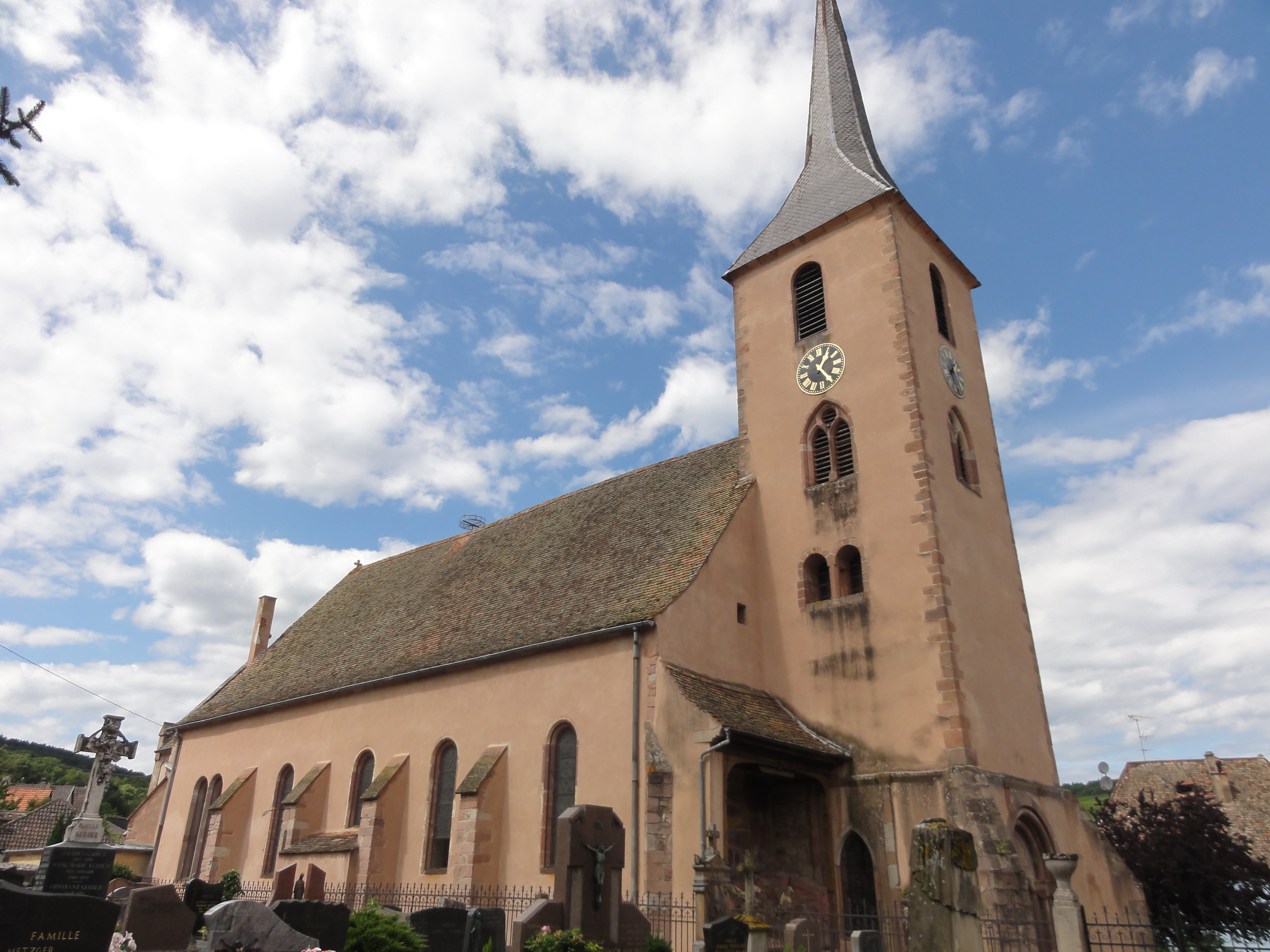
Blienschwiller, Sts-Innocents

Sts-Innocents (deutsch: Heilige unschuldige Kinder) ist die römisch-katholische Pfarrkirche von Blienschwiller im Elsass (Département Bas-Rhin). Die Kirche sowie die Ölberggruppe am Turm sind seit 1931 als Monument historique klassifiziert.

## Geschichte

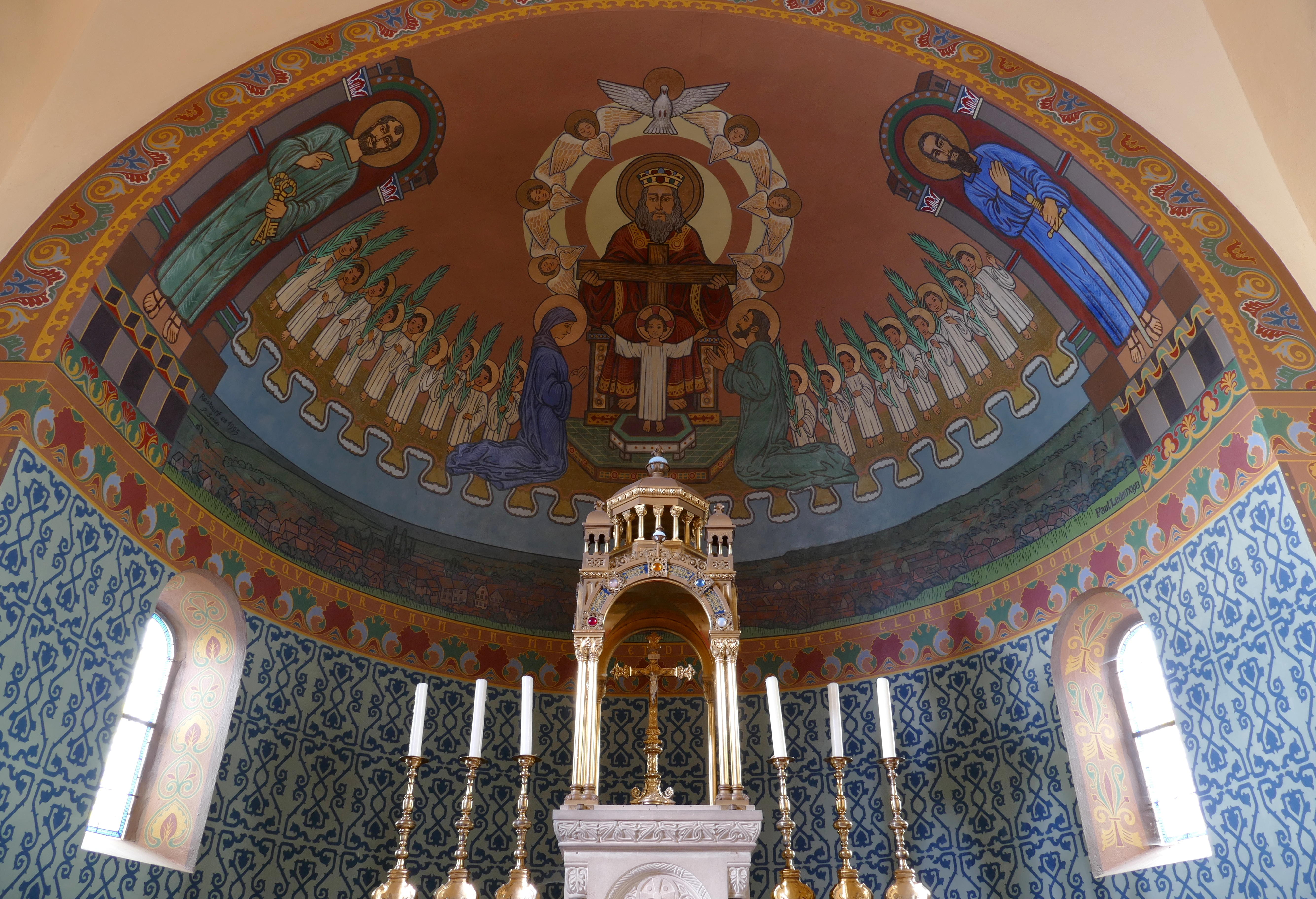
Fresko

Die Kirche wurde 1230 zum ersten Mal erwähnt. Die Untergeschosse des Ostturmes, der ursprünglich ein Chorturm war und in dem sich der Chorraum befand, sowie wohl Teile der Langhausmauern sind romanisch und entstanden um 1300. Nach 1439 wurde der Turm erhöht und das Kirchenschiff erweitert. Im Jahr 1734 wurde der Turm erneut aufgestockt. Gleichzeitig wurde das gotische Gewölbe im Langhaus entfernt und dieses nach Westen erweitert. 1911 wurde im Westen der neuromanische Chorraum errichtet und gleichzeitig der Chorbogen im Osten entfernt und der frühere Chorraum im Turm zur Eingangshalle umgewidmet.
Das Fresko in der Kirche stammt von Paul Ledoux.

## Ausstattung
- Kanzel (Blienschwiller)